# Montserrat Alsina i Aubach
Montserrat Alsina i Aubach (Bellpuig, 19 de novembre de 1966) és una matemàtica catalana, presidenta de la Societat Catalana de Matemàtiques des del 2022.
Montserrat va néixer a Bellpuig el 1966, i va estudiar Matemàtiques a la Universitat Autònoma de Barcelona, per després doctorar-se a la Universitat de Barcelona. Des del 1991 és professora titular a la Universitat Politècnica de Catalunya.